# Boone County, Missouri
Boone County är ett administrativt område i delstaten Missouri, USA, med 135 454 invånare. Den administrativa huvudorten (county seat) är Columbia.

## Geografi
Enligt United States Census Bureau har countyt en total area på 1 790 km². 1 775 km² av den arean är land och 15 km² är vatten.

### Angränsande countyn
- Randolph County - nord
- Audrain County - nordost
- Callaway County - öst
- Cole County - syd
- Moniteau County - sydväst
- Cooper County - väst
- Howard County - nordväst

### Orter
- Ashland
- Centralia (delvis i Audrain County)
- Columbia (huvudort)
- Hallsville
- Rocheport
- Sturgeon